# Phalota tenella
Phalota tenella é uma espécie de cerambicídeo, endêmica da Austrália.

## Biologia
Os adultos têm um comprimento de 5,5 mm. Apresentam atividade durante o período de outubro a fevereiro. Se hospedam nas plantas do gênero Acacia.

## Taxonomia
Em 1863, a espécie foi descrita por Pascoe, com base num holótipo encontrado em Port Denison, no estado australiano da Austrália Ocidental.

## Distribuição
A espécie é endêmica da Austrália, na qual ocorre nos estados da Austrália Ocidental e Queensland.